# William Wightman
William Persehouse Delisle Wightman (1899 - 1983) est un auteur philosophique britannique du XXe siècle. Il est président de la Société britannique pour l'histoire des sciences.

## Biographie
Il est né le 4 juin 1899 à Streatham Hill à Londres, fils de Charles Wightman, un marchand de Birmingham, et de sa femme, Ellen Lodge. Il fait ses études à Eastbourne College dans le Sussex. Il étudie ensuite les sciences (spécialisation en chimie) à l'Université de Londres à partir de 1916, obtenant un baccalauréat ès sciences en 1922 .
En 1923, il commence comme Master en sciences à l'Académie d'Edimbourg. Il obtient une maîtrise en sciences en 1927 et un doctorat en 1932.
En 1934, il est élu membre de la Royal Society of Edinburgh avec comme proposants Sir Edmund Taylor Whittaker, Arthur Crichton Mitchell (en), Sir D'Arcy Wentworth Thompson et James Pickering Kendall .
En 1951, il quitte l'Académie d’Édimbourg pour commencer à enseigner l'histoire et la philosophie des sciences à l'université d'Aberdeen .
Il prend sa retraite en 1968 et part à Yarnton près d'Oxford. Il est décédé le 15 janvier 1983. En 1924, il épouse Mildred Connold, décédée avant lui.

## Ouvrages
- A Modern Introduction to Science (1936)
- Science in Scotland (1947)
- The Growth of Scientific Ideas (1951)
- The Emergence of General Physiology (1956)
- Science in the Renaissance (2 vols) (1962)
- The Emergence of Scientific Medicine (1971)
- Science in a Renaissance Society (1972)
- The History of Ancient Physics
- The History of Astronomy
- Essays on Philosophical Subjects
- Science and Monism
- Science of Scotland: The Work of the Scottish Research Institutions